# Montserrat Gironell i Pagès
Montserrat Gironell i Pagès (Figueres, 1957) és una mestra, psicopedagoga i pintora empordanesa.
Va estudiar Magisteri a l'Escola Blanquerna de Barcelona (1979) i Psicopedagogia a la Universitat Oberta de Catalunya (2010). Ha conreat també les arts aplicades, havent-se especialitzat en pintura mural a l'escola Massana (1980).
Ha exercit docència al Col·legi dels Germans de La Salle de Figueres des de 1979, tasques que ha compaginat amb la investigació sobre la millor manera d'estimular l'aprenentatge dels infants. Les seves experiències i els seus mètodes d'aplicació han estat publicats al setmanari Empordà i a la revista Guix (Barcelona).
Com a pintora destaquen les seves exposicions a diverses galeries Figuerenques, així com al Palau de Caramany (Girona) i al Castell de Peralada.

## Obra
Ha publicat:
- Figueres, la meva Ciutat: Treball Didàctic per al coneixement de Figueres. Barcelona: P.P.U., 1987.
- Valorem la Realitat que ens Envolta. Barcelona: P.P.U., 1988.
- La Problemàtica del Món d'Avui: treball didàctic pel foment dels valors a l'escola. Barcelona: P.P.U.,1989.
- Diccionari Cívic–Incívic. Figueres: Ajuntament de Figueres, 1989.
- Programa de Desenvolupament Mental. Text. Figueres, 1987.

També ha col·laborat en el disseny gràfic de:
- Geografia de l'Alt Empordà, Teide, 1988.
- Calendaris GEES Grup d'Empordanesos i Empordaneses per la Solidaritat de 2008 a 2015.

## Premis i reconeixements
Per la seva tasca pedagògica ha rebut diversos premis:
- 6è Premi Pau Vila (Universitat de Barcelona, 1987) per l'obra “la meva Ciutat”.
- Segon premi en el II concurs d'Experiències Pedagògiques de l'Alt Empordà amb el treball “Figueres, la meva ciutat”.
- Tercer premi en el III concurs d'Experiències Pedagògiques de l'Alt Empordà amb el treball Dalí a l'Escola.
- Menció del V "Premi Serra i Moret” per a obres de Civisme, 1987, per “Valorem la Realitat que ens Envolta”.
- Primer Premi en el VI concurs d'Experiències Pedagògiques de l'Alt Empordà, per “La Problemàtica del Món d'Avui”.
- Menció del Jurat del VIII premi de Civisme Serra i Moret per Diccionari Cívic–Incívic'.
- Segon Premi en el VII concurs d'Experiències Pedagògiques de l'Alt Empordà amb el treball Aviat Llegirem (1989).